# Raión de Shebékino
El raión de Shebékino (ruso: Шебе́кинский райо́н) es un distrito administrativo (raión) ruso perteneciente a la óblast de Bélgorod. Comprende un conjunto de áreas rurales ubicadas al sur de la óblast, en torno a la ciudad de Shebékino, que a efectos administrativos (desconcentración) no forma parte del raión pero alberga su sede administrativa, quedando la ciudad en sí en un enclave en la parte suroccidental del raión. Sin embargo, en 2018 se fusionó el ayuntamiento urbano de Shebékino con los catorce asentamientos rurales que había en el raión, por lo que todo el conjunto comparte un único autogobierno local bajo la forma jurídica de ókrug urbano (Шебе́кинский городско́й о́круг).
En 2021, el ókrug urbano tenía una población de 85 151 habitantes, de los cuales 39 680 vivían en la propia ciudad de Shebékino y los restantes 45 471 en el territorio rural propio del raión administrativo. Este territorio rural se divide geográficamente en catorce unidades administrativas rurales, que se corresponden con los territorios de los antiguos ayuntamientos que se unieron para formar el actual ókrug urbano, pero que desde 2018 carecen de autogobierno local propio. Las principales localidades rurales son Máslova Pristan (con unos seis mil habitantes, y considerada hasta 2005 como un asentamiento de tipo urbano), Nóvaya Tavolzhanka (de unos cinco mil habitantes), Rzhevka y Bolshetroitskoye (de algo más de dos mil habitantes cada una). Hay un total de 102 localidades rurales en el raión.

## Situación militar desde 2022
El raión es fronterizo al sur con Ucrania, y su frontera amplia y llana resulta muy fácil de penetrar en caso de un ataque de tropas procedentes del territorio ucraniano. Debido a ello, este territorio se ha convertido en uno de los lugares más peligrosos de Rusia desde que comenzó la invasión rusa de Ucrania de 2022. El fácil acceso fue aprovechado en 2023 por la Legión Libertad de Rusia y el Cuerpo de Voluntarios Rusos para llevar a cabo una incursión sobre el territorio ruso. La zona volvió a ser objeto de una nueva incursión en 2024. Esto ha provocado una situación de pánico en el área y numerosos vecinos se han desplazado a otras zonas más seguras de Rusia; debido a ello, los datos demográficos antes expuestos podrían considerarse muy desactualizados, si bien el caos impide por el momento conocer hasta cuánto ha descendido la población.